# Tjuvholene
Die Tjuvholene (norwegisch für Räuberhöhle) sind 2495 m hohe Felsvorsprünge im ostantarktischen Königin-Maud-Land. Im Mühlig-Hofmann-Gebirge bilden sie das nördliche Ende des Grytøyrfjellet.
Norwegische Kartographen, die sie auch benannten, kartierten sie anhand von Vermessungen und Luftaufnahmen der Dritten Norwegischen Antarktisexpedition (1956–1960).